# Alnei-Tschaschakondscha
Die beiden Schichtvulkane Alnei und Tschaschakondscha bilden zusammen den vergletscherten Vulkankomplex des Alnei-Tschaschakondscha (russisch Алней-Чашаконджа), einen der mächtigsten Vulkane des Sredinny-Höhenrückens auf der russischen Halbinsel Kamtschatka. Beide Vulkane sind andesitische Schichtvulkane, welche sich auf einem älteren Schildvulkan bildeten. Beide Vulkangipfel, der nördliche, 2598 m hohe Alnei wie auch der südliche, 2526 m hohe Tschaschakondscha, besitzen einen andesitischen Lavadom. Die beiden Gipfel sind etwa 7 Kilometer voneinander entfernt.
Zwei Aschekegel an der Ostflanke der beiden Vulkane entstanden vor etwa 2600 Jahren. Der ausgestoßene Lavastrom erreichte eine Länge von 9 Kilometern an der Ostflanke des Vulkankomplexes. Alnei ist einer der wenigen großen Stratovulkane des Sredinny-Höhenrückens, der im Holozän (in den letzten 12.000 Jahren) aktiv war. Es wurden mehr als 30 pyroklastische Ablagerungen dokumentiert. Der letzte große Ausbruch fand vor etwa 350 Jahren statt. Mit Hilfe der Radiokohlenstoff-Methode wurden zwei weitere Eruptionen datiert. Im Jahr 650 v. Chr. ereignete sich an der Ost-Flanke des Alney ein Ausbruch, wobei etwa 180 Millionen Kubikmeter Lava sowie 16 Millionen Kubikmeter Tephra ausgestoßen wurden. Im Jahr 660 v. Chr. (± 75 Jahre) ereignete sich östlich des Tschaschakondscha eine explosive Eruption mit dem Ausstoß von Lava mit einem geschätzten Volumen von 190 Millionen Kubikmetern sowie Tephra im Umfang von etwa 40 Millionen Kubikmetern.